# Xian de Fang
Pour les articles homonymes, voir Fang.
Le xian de Fang (房县 ; pinyin : Fáng Xiàn) est un district administratif de la province du Hubei en Chine. Il est placé sous la juridiction de la ville-préfecture de Shiyan.

## Démographie
La population du district était de 506 762 habitants en 1999.